# 마틴 테일러 (1979년)
마틴 테일러(Martin Taylor, 1979년 11월 9일, 잉글랜드 애싱턴 ~ )는 잉글랜드의 전 축구 선수이다.
그는 17세에 블랙번 로버스에 입단했고, 1997-98 시즌에 데뷔했다.
2001년에는 잉글랜드 21세 이하 남자 축구 대표팀에 발탁되었다.
그 후 버밍엄 시티에 1.5만 파운드라는 액수로 2004년 2월 2일에 이적하였다.
그는 2008년 2월 23일 아스널과의 경기에서 에두아르두 다 시우바의 정강이에 강한 태클을 걸어, 심각한 개방성 골절을 입힌 바 있다.
마틴 테일러는 23일 경기가 끝난 직후, 병원을 방문했지만 에두아르두가 수술 중에 있어 만나지 못했으며, 24일 다시 한번 병원을 찾아 진심 어린 사과를 한 뒤, 에두아르두 다 시우바의 빠른 회복을 기원하였다.
2010년 1월 이적시장에서 자유 이적으로 왓퍼드로 이적하여 19경기에 출장해 2골을 기록하였다.